# Karl Walter Diess
Karl Walter Diess (* 25. Jänner 1928 in Salzburg; † 30. März 2014 in Frankfurt am Main) war ein österreichischer Schauspieler und Synchronsprecher.

## Biographie
Karl Walter Diess absolvierte nach Abschluss des Gymnasiums eine Schauspielausbildung am Salzburger Mozarteum. Nachdem er sieben Jahre am Deutschen Theater in Göttingen unter der Regie Heinz Hilperts gespielt hatte, verpflichtete ihn das Residenztheater in München, wo er elf Jahre zum Ensemble gehörte. Zahlreiche Tourneen und Gastspiele führten ihn zu den bekannten Aufführungsstätten im deutschsprachigen Raum. Unvergessen sind seine Auftritte bei den Münchner Kammerspielen und den Bad Hersfelder Festspielen.
In vielen Fernsehrollen wurde Diess einem großen Publikum bekannt. So feierte er im Jahre 1955 seinen ersten großen Erfolg im Film Banditen der Autobahn. In weiterer Folge wirkte er in zahlreichen anderen Filmen und Fernsehproduktionen mit. Bis zuletzt war er regelmäßig in Krimireihen wie Der Alte, Tatort, Sonderdezernat K1, Derrick oder Der Kommissar zu sehen.
Größere Popularität erreichte Karl Walter Diess mit der Rolle des Dr. Schäfer in der Erfolgsserie Die Schwarzwaldklinik, durch Auftritte in Reihen und Serien wie Das Traumschiff, Auf Achse und Die Insel oder in Verfilmungen von Rosamunde-Pilcher-Romanen.
Diess war auch ein bekannter Synchronsprecher; er lieh seine Stimme unter anderem Roger Moore und Christopher Plummer. Außerdem wirkte er bei vielen Hörspielproduktionen mit, unter anderem in mehreren Rollen der Jugendkrimi-Reihen Die drei ??? und TKKG sowie als Man-At-Arms in Masters of the Universe.
Diess, der u. a. mit der Schauspielerin Miriam Spoerri verheiratet war, mit der er eine Tochter hat, starb im März 2014 im Alter von 86 Jahren an den Folgen einer schweren Lungenentzündung.

## Filmografie (Auswahl)
- 1955: Banditen der Autobahn
- 1961: Die Journalisten
- 1963: Dantons Tod (Fernsehfilm, nach dem Drama von Georg Büchner, Regie: Fritz Umgelter und Artur Müller)
- 1963: Den Tod in der Hand (Fernsehfilm)
- 1965: Oberst Wennerström (Fernseh-Zweiteiler)
- 1967: Die fünfte Kolonne – Ein Anruf aus der Zone
- 1967: Das Kriminalmuseum – Die rote Maske
- 1969: Pater Brown – Hölle, Hölle, Hölle
- 1969: Epitaph für einen König
- 1969: Der Kommissar – Die Schrecklichen
- 1969: Der Fall Liebknecht-Luxemburg
- 1970: Luftsprünge (Fernsehserie)
- 1970: Wie ein Träne im Ozean
- 1970: Dem Täter auf der Spur – Schlagzeile: Mord
- 1970: 11 Uhr 20
- 1971: Hamburg Transit – Neue Medikamente
- 1971: Die drei Gesichter der Tamara Bunke
- 1971: Liebe ist nur ein Wort
- 1971: Und Jimmy ging zum Regenbogen
- 1971: Merkwürdige Geschichten: Die verhexte Bahnstation
- 1972: Das Geheimnis der Mary Celeste
- 1972: Die merkwürdige Lebensgeschichte des Friedrich Freiherrn von der Trenck
- 1972: Die rote Kapelle (Fernsehmehrteiler)
- 1973: Supermarkt
- 1973: Der Kommissar: Schwarzes Dreieck
- 1974: Magdalena – vom Teufel besessen
- 1974: Die Antwort kennt nur der Wind
- 1974: Autoverleih Pistulla: Der ewig blaue Himmel
- 1975: Die Stadt im Tal
- 1975: Der Edelweißkönig
- 1975: Derrick: Kamillas junger Freund
- 1976: Derrick: Pecko
- 1976: Taxi 4012
- 1976: Anita Drögemöller und die Ruhe an der Ruhr
- 1977: Das Rentenspiel
- 1977: Derrick: Inkasso
- 1977: Sonderdezernat K1: 2:1 fürs SK1
- 1977: Tatort – Flieder für Jaczek
- 1978: Wallenstein
- 1978: Der Spinnenmörder
- 1979: Derrick: Die Puppe
- 1979: Derrick: Ein Kongress in Berlin
- 1979: Der Alte: Pensionstod
- 1980: Polizeiinspektion 1: Das Denkrohr
- 1980: Der Alte: Das letzte Wort hat die Tote
- 1981: Dr. Margarete Johnsohn
- 1981: Derrick: Tod eines Italieners
- 1982: Der Alte: Die Beute
- 1982: Schwarz-Rot-Gold: Kaltes Fleisch
- 1983: Der Trotzkopf
- 1983: Das Traumschiff: Marrakesch
- 1984: Der Alte: Reihe 7 Grab 11
- 1984: Der Alte: Der Klassenkamerad
- 1985: Die Schwarzwaldklinik
- 1985: Tatort – Baranskis Geschäft
- 1985: Tatort – Tod macht erfinderisch
- 1986: Auf Achse (Fernsehserie; vier Folgen)
- 1986: Der Fahnder: Der Parasit
- 1986: Derrick: Der Augenzeuge
- 1987: Die Insel (Fernsehserie; sechs Folgen)
- 1989: Fabrik der Offiziere
- 1990: Bismarck
- 1990: Der Alte: Mörderisches Inserat
- 1995: Eine Frau wird gejagt
- 1997: Der Alte: – Folge 230: Meine Rache ist der Tod
- 1997: Der Coup
- 2001: Du oder keine
- 2002: Singapur-Express – Geheimnis einer Liebe
- 2005: Die Schwarzwaldklinik – Die nächste Generation